# فيكتور فرينش
فيكتور فرينش (بالإنجليزية: Victor French)‏ مواليد 4 ديسمبر 1934 في سانتا باربارا، الولايات المتحدة - الوفاة 15 يونيو 1989 في لوس أنجلوس، هو ممثل أمريكي بدأ مسيرته الفنية سنة 1954. امتدت مسيرته الفنية لأكثر من 35 عاما.

## الأعمال

### أفلام
- السبعة الرائعون
- ضابط ورجل نبيل

### مسلسلات
- هازل
- ذا فيرجينيان
- بونانزا
- باتمان
- غان سموك
- ذا إف بي آي
- ميشين إمبوسيبول
- مانيكس
- ذا والتونز
- بيت صغير على المرج

## روابط خارجية
- فيكتور فرينش على موقع IMDb (الإنجليزية)
- فيكتور فرينش على موقع روتن توميتوز (الإنجليزية)
- فيكتور فرينش على موقع ألو سيني (الفرنسية)
- فيكتور فرينش على موقع أول موفي (الإنجليزية)
- فيكتور فرينش على موقع قاعدة بيانات الأفلام السويدية (السويدية)
- فيكتور فرينش على موقع إن إن دي بي (الإنجليزية)
- فيكتور فرينش على موقع قاعدة بيانات الفيلم (الإنجليزية)
- فيكتور فرينش على موقع كينوبويسك (الروسية)